# Серро-Гордо-Майнс
Серро-Гордо (с исп. Жирный холм) — город-призрак в штате Калифорния, США.

## Описание
Находится в долине смерти Скалистые горы. Сохранилось 22 здания города. В последнем пожаре сгорело 3 здания.

## История
Основан в 1865 году на обнаруженном месторождении серебра. С 1868 по 1878 промышленная добыча серебра и свинца с поставкой в Лос-Анджелес, по исчерпании месторождения город захирел. Вновь ожил в 1905 году в связи с добычей цинка, шахта закрылась в 1930 годах. Владелец шахты жил в городе по 1957 год до своей смерти. Город захирел вторично. Новые жители появились в 1985 году из наследников владельца шахты.

## Продажа города
В 2018 году выставлен на продажу за 925 тыс. долларов. Куплен 13 марта 2018 года за 1,4 млн. долларов.

## Статус
Частное владение. Брент Андервуд